# 배리 뷰캐넌

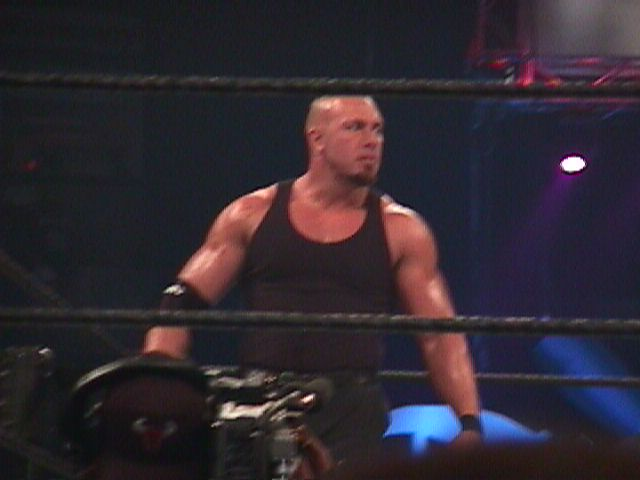
배리 뷰캐넌

배리 뷰캐넌(Barry Buchanan, 1970년 1월 15일 ~ )은 미국의 남자 전 프로레슬링선수다. 1995년 프로레슬링 입문으로 키는 199cm(6ft 6in) 몸무게는 135kg(297lb )이다. 피니싱 무브/Finishing moves는 바로 다이빙 레그 드롭/Diving leg drop, 시저스 킥/Scissors kick으로 시그니처 무브/Signature moves는 주로 다이빙 더블 액슬 핸들 엘보우 드롭/Diving axe handle elbow drop, 파이어맨즈 캐리 슬램/Fieman's carry slam, 점핑 넥브레이커/Jumping neckbreaker, 닐링 파워밤/Kneeling powerbomb, 리프팅 카멜 클러치/Lifting camel clutch, 런닝 인버티드 아토믹 드롭/Running inverted atomic drop, 런닝 러시안 레그스윕/Running russian legsweep, 스컬 바이스/Skull vice(투-핸드 클로우홀드/Two-handed clawhold), 턴버클 클라임 인 투 리바운드 다이빙 크로스라인/Turnbuckle climb into rebounded diving clothesline로 사용을 한다. 게다가 2011년 11월 14일 WWE RAW에 복귀하면서 등장을 했다.

## 수상
- 올 아시아 월드 태그팀웨이트 챔피언 (1회) - 리코 콘스탄티노
- GCW 월드 헤비웨이트 챔피언 (2회)
- GCW 월드 태그팀웨이트 챔피언 (4회) - AJ 스틸 (1회), 데이빗 영 (1회), 조니 스윙거 (1회), 스코티 비치 (1회)
- CGW 헤비웨이트 챔피언 (1회)
- MCW 월드 노스 아메리칸 헤비웨이트 챔피언 (1회)
- OVW 월드 서든 태그팀웨이트 챔피언 (1회) - 미스터 블랙
- PWA 월드 헤비웨이트 챔피언 (2회)
- PWI 랭크드 힘 #81 오브 더 탑 500 싱글즈 레슬링 인 더 PWI 500 인 2001
- GHC 월드 태그팀웨이트 챔피언 (1회) - 디로 브라운
- 글로벌 태그팀 리그 테크닉 프라이즈 (2008, 2009) - 디로 브라운
- USWA 월드 태그팀웨이트 챔피언 (3회) - 인터로게이터
- WWF 월드 태그팀웨이트 챔피언 (1회) - 굿파더
- SECW 월드 헤비웨이트 챔피언 (2회)